# 8127 Беф
8127 Беф (8127 Beuf) — астероїд головного поясу, відкритий 27 квітня 1967 року.
Тіссеранів параметр щодо Юпітера — 3,397.